# Kameruner Grasland

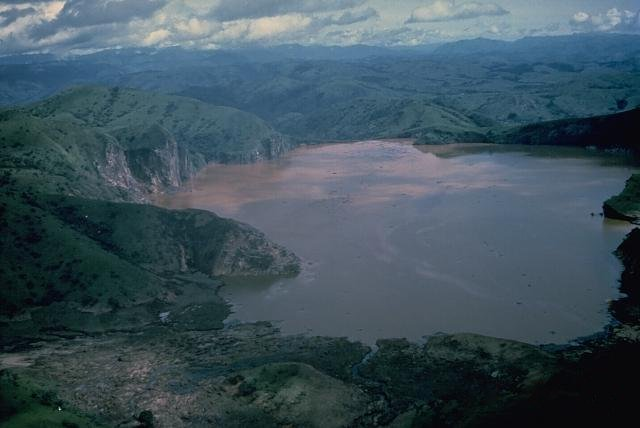
Nyos-See und das Massiv des Okubergs

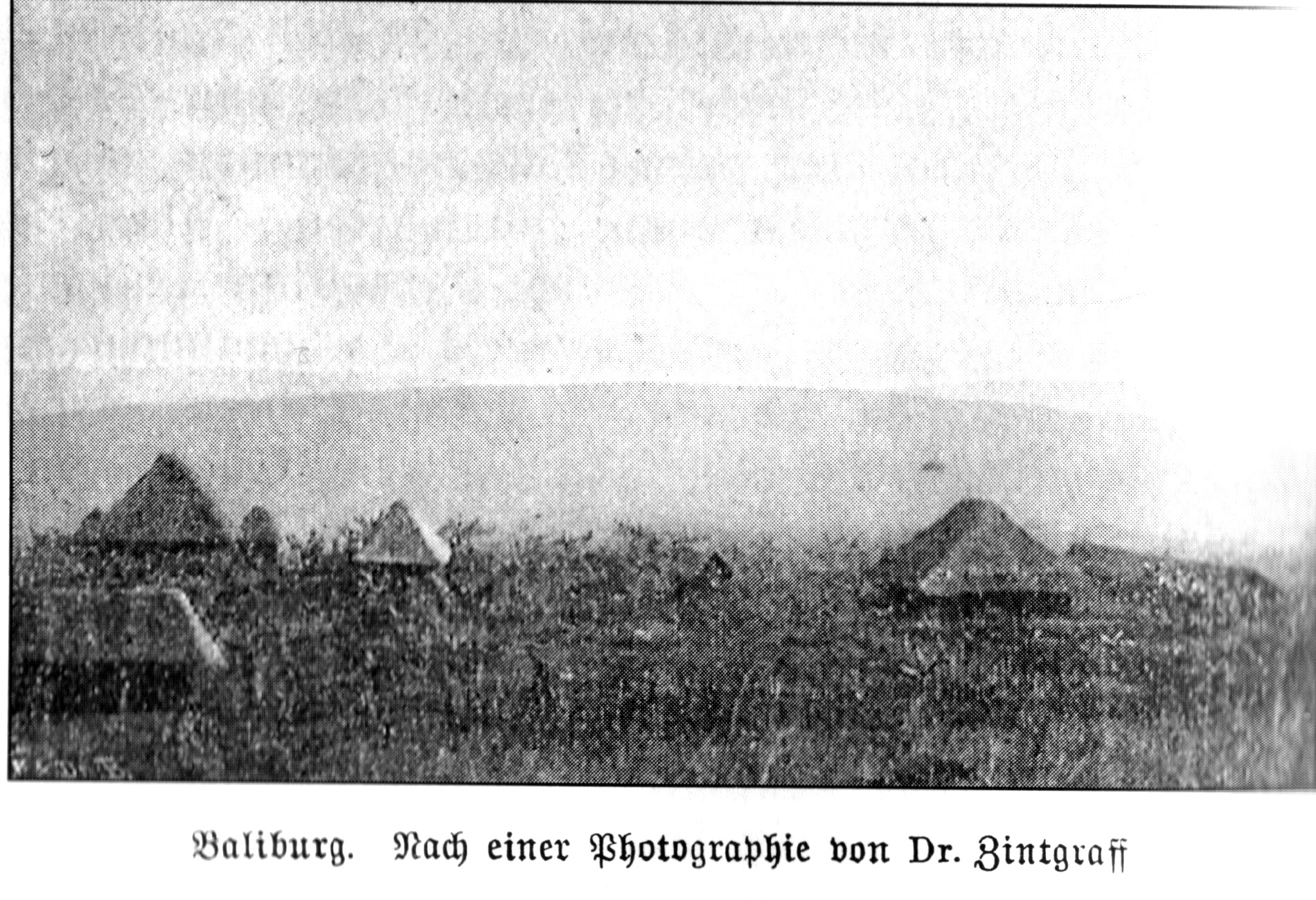
Baliburg im Kameruner Grasland, um 1890

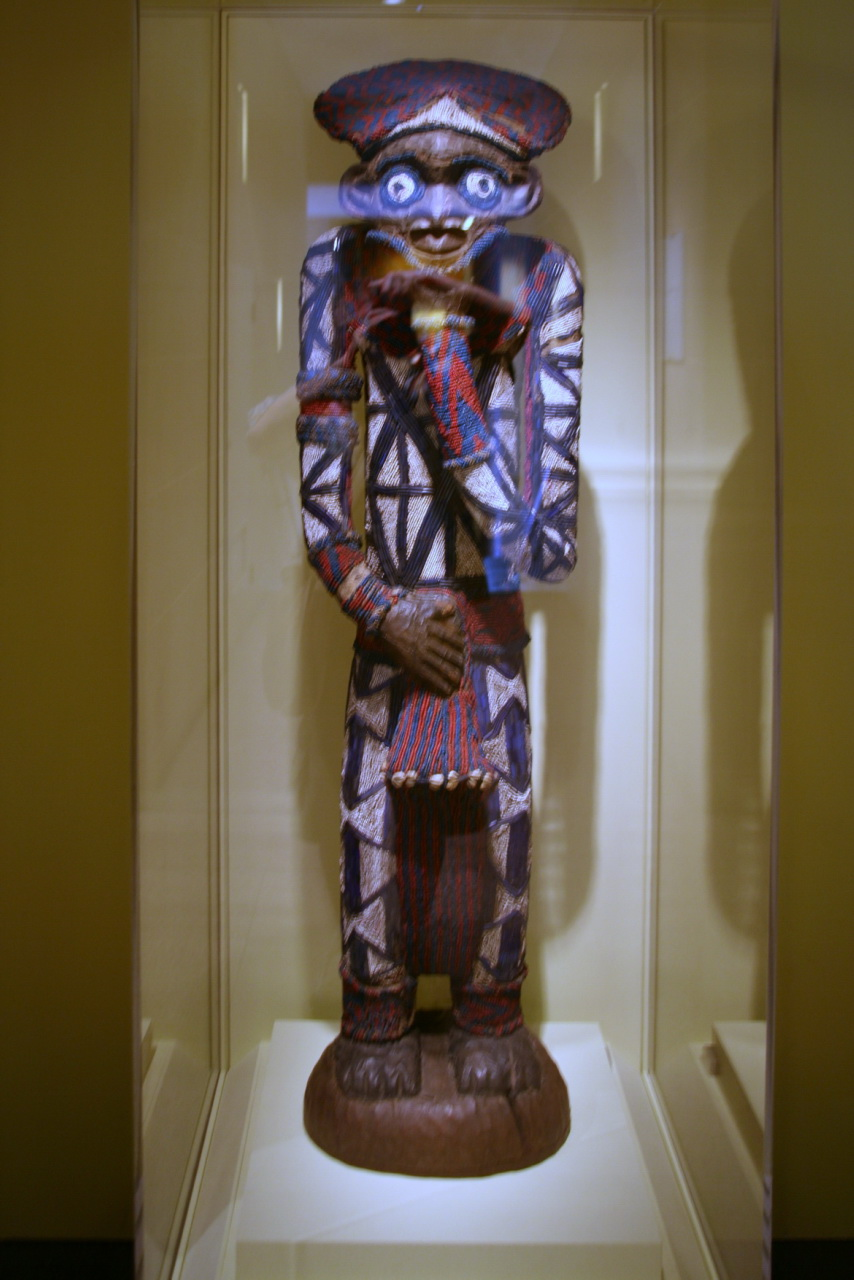
Perlskulptur der Bamun

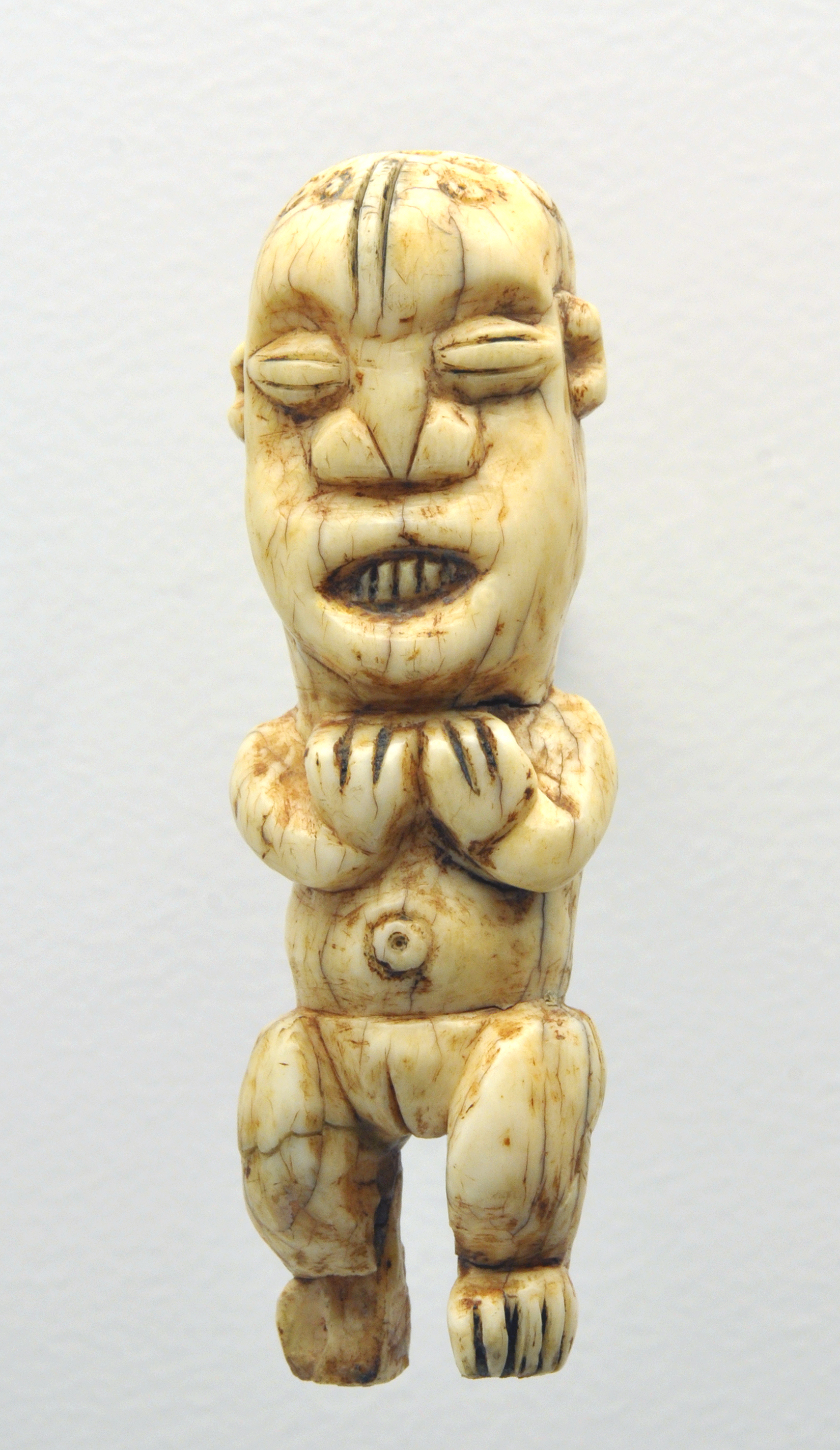
Diese Frauenfigur aus Elfenbein ist ein Amulett mu po aus dem Kameruner Grasland, Bamunkung. Das Amulett befindet sich in der Sammlung Kurt Strümpell im Städtischen Museum Braunschweig.

Als Kameruner Grasland wird seit der Zeit der deutschen Kolonie Kamerun die ausgedehnte Savannenregion aus vulkanischen hohen Plateaus, die im Westen Kameruns in den Provinzen Nordwest und West liegt, bezeichnet.

## Topografie
Die Höhenlage dieser Plateaus befindet sich zwischen 1000 und 1800 Metern, in der Verlängerung des Kamerunbergs. Sie werden dominiert von den Berggipfeln wie dem Bamboutos, dem Mont Manengouba und dem Okuberg mit einer Gipfelhöhe von 2000 Metern.

## Geschichte
Bei der Kolonialisierung Ende des 19. Jahrhunderts wurde das Kameruner Grasland international bekannt. Der deutsche Afrikaforscher Eugen Zintgraff führte um 1890 eine Expedition von der Küste Kameruns durch den Urwaldgürtel in das Kameruner Grasland. Bei Bali legte er die Station Baliburg an.

## Kultur
Das Gebiet ist stark bevölkert: Ein Drittel der Kameruner Gesamtbevölkerung lebt hier, insgesamt 5 Millionen Personen. Mehrere Häuptlingstümer der Region haben hier Kunstwerke geschaffen, die weltweite Beachtung erlangt haben.
Im Kameruner Grasland werden verschiedene bantoide Sprachen gesprochen, die nicht zu den Bantusprachen gehören und daher als Semibantu bezeichnet werden: die Grasland-Sprachen.
In dieser Region fand 1986 eine limnische Eruption um den Nyos-See statt. Diese Gasexplosion forderte 1700 Opfer in den umliegenden Dörfern.

## Ethnologische Sammlung von Kurt Strümpell aus dem Jahr 1902
Kurt Strümpell gehörte der deutschen Schutztruppe in Kamerun an und war 1901 Stationschef in Tinto. Bei seinem Heimaturlaub 1902 schenkte er dem Städtischen Museum Braunschweig seine ethnologische Sammlung. Sie bestand zum größten Teil aus Objekten des Kameruner Graslandes; dabei waren auch einige Objekte aus dem Kameruner Waldland. Die Gegenstände, die Kurt Strümpell mitbrachte, umfassen den gesamten materiellen Lebensbereich der damaligen Bewohner des Kameruner Graslandes: rituelle Objekte, Statussymbole, Schmuck, Kleidung, Taschen, Waffen, Tabakspfeifen, Musikinstrumente usw. Die Archivalien, das heißt auch die Unterlagen zur Erwerbungsgeschichte von Objekten, befinden sich im Braunschweiger Schloss im Stadtarchiv Braunschweig.

## Landwirtschaft
Die Erde ist fruchtbar. Man favorisiert im Rahmen intensiver Landwirtschaft die Herstellung von Kaffee, Kakao und Tee, dies abhängig von den verschiedenen Esskulturen bei wachsender Bevölkerungszahl. Die natürliche Fauna und der Urwald wurden im Zuge der Expansion zurückgedrängt. 